# 呂宋鼠屬
呂宋鼠屬（学名：Carpomys），哺乳綱、囓齒目、鼠科的一屬，目前共发现两种。

## 下属物种
本属包括以下物种：
- Carpomys dakal Ochoa, Mijares, Piper, Reyes & Heaney, 2021[2]
- 大侏儒云鼠 Carpomys melanurus (Thomas, 1895)
[3]
- 灰吕宋鼠 Carpomys phaeurus (Thomas, 1895)[4]